# Metropolitana di Changsha
La metropolitana di Changsha è un sistema di metropolitana della città cinese di Changsha, nella provincia dello Hunan, costituita da due linee in servizio e altre tre in costruzione o progetto.

## Rete
Attualmente la rete metropolitana si compone di 2 linee.
|  | Linea   | Percorso                                    | Inaugurazione | Ultima estensione | Lunghezza | Stazioni |
|  | ------- | ------------------------------------------- | ------------- | ----------------- | --------- | -------- |
|  | Linea 1 | Kaifu District Government - Shangshuangtang | 2016          | —                 | 23,55     | 20       |
|  | Linea 2 | West Meixi Lake - Guangda                   | 2014          | 2015              | 26,58     | 23       |

## Linee

### Linea 1
La linea 1, lunga 23,55 km, è costituita da 20 stazioni ed è stata inaugurata il 28 giugno 2016. I costi di costruzione sono stati pari a 14,2 miliardi di RMB. Percorre la città da nord a sud.

### Linea 2
La linea 2, lunga 22,3 km, è costituita da 23 stazioni ed è stata inaugurata il 29 aprile 2014. I costi di costruzione sono stati pari a 12,1 miliardi di RMB. Il percorso collega il fiume Xiangjiang con la piazza Wuyi, quindi verso la stazione di Changsha Sud per terminare a Guanda. La stazione di piazza Wuyi è interscambio con la linea 1 e la stazione centrale.